# Donghu (sockenhuvudort i Kina, Shanxi Sheng, lat 39,09, long 112,11)
Donghu är en sockenhuvudort i Kina. Den ligger i provinsen Shanxi, i den norra delen av landet, omkring 140 kilometer norr om provinshuvudstaden Taiyuan. Antalet invånare är 9 597. Befolkningen består av 4 465 kvinnor och 5 132 män. Barn under 15 år utgör 13,0 %, vuxna 15-64 år 75 %, och äldre över 65 år 10,0 %.
Runt Donghu är det ganska tätbefolkat, med 83 invånare per kvadratkilometer. Närmaste större samhälle är Yangfangkou, 18,8 km öster om Donghu. Trakten runt Donghu består i huvudsak av gräsmarker.
Genomsnittlig årsnederbörd är 620 millimeter. Den regnigaste månaden är juli, med i genomsnitt 184 mm nederbörd, och den torraste är december, med 3 mm nederbörd.